# Фредерик Датски (1753–1805)
Фредерик/Фридрих Датски (на датски: Arveprins Frederik; на немски: Friedrich, Prinz von Dänemark und Norwegen; * 11 октомври 1753, Копенхаген; † 7 декември 1805, дворец Амалиенборг, Копенхаген) от Дом Олденбург, е наследствен принц на Дания и Норвегия, регент (1772 – 1784). Неговият син Кристиан VIII става през 1839 г. крал на Дания.

## Биография
Той е син на датския крал Фредерик V (1723 – 1766), крал от 1746 г., и втората му съпруга Юлиана фон Брауншвайг-Волфенбютел (1729 – 1796), най-малката дъщеря на княз Фердинанд Албрехт II фон Брауншвайг-Волфенбютел (1680 – 1735) и принцеса Антоанета Амалия фон Брауншвайг-Волфенбютел (1696 – 1762).
Фредерик е централна фигура в опозицията против граф Йохан Фридрих Струензе и способен член в управлението за душевноболния си полубрат Кристиан VII, крал на Дания и Норвегия (1766 – 1808). След свалянето на Струензе през 1772 г. той става официален регент, докато майка му Юлиана фон Брауншвайг-Волфенбютел и бившият му учител Ове Гулдберг са тези, които управляват. През 1784 г. Фредерик VI става регент, той се оттегля и живее в дворец Кристиансборг. След изгарянето на двореца на 26 февруари 1794 г. Фредерик живее в дворец Амалиенборг и дворец Зоргенфри.
Умира на 52 години на 7 декември 1805 г. в дворец Амалиенборг.

## Фамилия
Фредерик Датски се жени на 21 октомври 1774 г. в Копенхаген за София Фредерика фон Мекленбург (* 24 август 1758, Шверин; † 29 ноември 1794, Зоргенфрай), дъщеря на наследствен принц Лудвиг фон Мекленбург (1725 – 1778) и принцеса Шарлота София фон Саксония-Кобург-Заалфелд (1731 – 1810). Те имат децата:
- дъщеря (*/† 1781)
- дъщеря (*/† 1783)
- Юлиана Мария (*/† 1784)
- Кристиан VIII (1786 – 1848), крал на Дания (1839 – 1848), крал на Норвегия (1814)
- Юлиана София (1788 – 1850), омъжена на 22 август 1812 г. в дворец Фредериксберг в Копенхаген за ландграф Вилхелм фон Хесен-Филипстал-Бархфелд (1786 – 1834)
- Луиза Шарлота (1789 – 1864), омъжена на 10 ноември 1810 г. в дворец Амалиенборг, Копенхаген, за ландграф Вилхелм фон Хесен-Касел-Румпенхайм (1787 – 1867)
- Фридрих Фердинанд (1792 – 1863), 1848 – 1863 тронпринц на Дания, женен на 1 август 1829 г. в дворец Фредериксберг в Копенхаген за братовчедката си Каролина (1793 – 1881), дъщеря на датския крал Фредерик VI и Мария фон Хесен-Касел.